# Cosmarium bireme
Cosmarium bireme là một loài Song tinh tảo trong họ Desmidiaceae, thuộc chi Cosmarium.